# Carl Stenborg
Carl Stenborg   (Estocolm, 8 de setembre de 1752 - Djurgården, 1 d'agost de 1813) va ser un cantant d'òpera (baríton tenor), actor i director de teatre suec. Va ser nomenat cantant de la cort el 1773.

## Biografia
Stenborg era fill de Petter Stenborg i Anna Krüger o Kröger (casat el 5 de juny de 1743). Va tenir dos germans: Johan Fredrik (1743–1813) i Nils Gustaf (1748–1780); Johan va estudiar a Uppsala el 1761, es va convertir en secretari i copista a l'expedició civil nacional i va ser secretari d'expedició 1793-1813, Nils va ser emprat pel regiment de queviures, es va convertir en intendent i 1773-1780 un cantant mediocre a l'Òpera. Carl va debutar com a cantant de concert en un concert de Zellbell a l'edat de tretze anys el 1766. Va rebre una bona educació - encara que no està registrat a Uppsala, el 1767 va ser admès a l'oficina del Reich Mariscal i al mateix any esdevingué canceller de la cort amb tots els privilegis, que fou fins al 1780 Això malgrat que el pare era pobre fins a finals de la dècada de 1770. Abans del matrimoni, la seva mare era mestressa del Riksdag Adam Horn, que es diu que va ser el patrocinador de Carl i que va pagar la seva educació; deu haver crescut en part a casa seva. També va ser estrany que a un canceller de la cort se li pogués permetre actuar com a actor, una professió molt menyspreada en aquells moments. Es rumorejava que el patrocini d'Horn es devia al fet que la mare havia estat la seva amant i, per tant, afavoria els seus fills, fossin fills seus o no.
Quan la companyia del pare, Stenborgs Sällskap, després d'una carta de Petter Stenborg a Gustav III, en la qual apel·lava pel teatre suec, va rebre permís per actuar per al rei a Stora Bollhuset, que estava buida, l'11 de març de 1772, la representació va començar amb un discurs de Carl, que va demanar el patrocini del teatre en llengua sueca. Van representar les obres de teatre Menechemerne i l'Oracle, que van ser considerades molt dolentes per la noblesa francòfona però que van ser molt aplaudides pel públic. Va ser això el que va portar a Gustav III a fundar l'Òpera Sueca l'any següent.
L'any 1793 es va casar amb Betty Olin la jove era filla de la famosa soprano Elisabeth Olin.

## Carrera d'òpera
Stenborg va ser un actor al teatre del seu pare, "Humlegårdsteatern", quan va actuar amb la primera gran prima dona de Suècia Elisabeth Olin a l'obra que se sol anomenar la primera òpera sueca de 1773 Thetis i Pelée que va inaugurar l'Òpera sueca. Aquesta actuació, en la qual ell mateix va interpretar el paper principal al costat d'Olin, va reunir els que constituirien els primers talents operístics autòctons del país: aquí va actuar al costat d'Hedvig Wigert (Doris), Lars Lalin (Júpiter), Anders Nordén (Neptú), Nils. Gustav Stenborg (Merkurius), Betty Olin (Kärleken) i Hans Björkman i Johan Filip Lising en papers menors. L'abat italià Domenico Michelessi va jutjar Stenborg i Olin "tots dos dignes d'un dels millors teatres d'Itàlia". Si els dos actors principals ho volien:
| « | "La senyora Olin té un paper fort i complicat, que ha de cedir davant d'emocions violentes i conflictives, complint totes aquestes escenes d'una manera que mostri concepte i vivacitat. Pel que ja s'ha vist de la senyora Olin, és fàcil jutjar la seva habilitat infal·lible per disputar qualsevol paper difícil en una tragèdia. Si després es pot dir això del senyor Carl Stenborg encara queda per veure... però el que es pot assegurar amb indiscutible certesa és que en totes les representacions pastorals segueix sent el primer actor amb nosaltres. La seva postura, l'aspecte, la veu: tot encaixa amb l'acció lúdica, alegre, benèfica. Fins i tot en la comèdia, el senyor Stenborg ocupa una de les primeres sales, en definitiva, en tots els papers que no haurien d'omplir gent pesada, no s'han d'interpretar amb gestos incòmodes." | » |

Stenborg va treballar a l'Òpera de Bollhuset a Slottsbacken, on va ser el cantant masculí principal durant els primers anys. Va guanyar un rival en Christopher Christian Karsten, que juntament amb ell es van convertir en les estrelles masculines de l'època gustaviana, però els seus estils eren diferents; a l'òpera Gustaf Vasa es deia:
| « | "quan Karsten, amb la seva veu forta, sonora i dominant, sacsejava tot el sistema nerviós de l'oient, els delectava i demanaven admiració, els tons suaus, delicats i melòdics de Stenborg van penetrar al cor i sovint omplien els ulls de llàgrimes simpàtiques." | » |

Va rebre un contracte vitalícia a l'Òpera el 1780, va esdevenir secretari de la cort el 1782 i va ser elegit el 5 de desembre de 1782 com a membre núm. 86 de la Reial Acadèmia de Música. A partir de 1780 va rebre estudiants a l'òpera. A partir de 1800 ja no va estar actiu a l'Òpera.

## Rols
Stenborg va interpretar a Acis i Galathea de Handel al costat d'Elisabeth Olin el 1773, Glucks Orfeu i Eurídice amb Elisabeth Olin, a Sylvie de Pierre-Montan Berton i Jean-Claude Trial amb Elisabeth Olin a la temporada 1773–1774, Æglé amb Lovisa Augusti (1774–1775), Aline, drottning av Golkonda de Francesco Uttini amb Elisabeth Olin 1775–1776, Lucile d'André Grétry amb Augusti (1775–1776), Céphale et Procris de Élisabeth Jacquet de La Guerre amb Elisabeth Olin 1777–1778,  Iphigénie en Aulide de Gluck amb Elisabeth Olin (1778–1779). Va interpretar a Alceste de Gluck al costat de Caroline Müller i Christopher Christian Karsten la temporada 1780–1781, Roland música de Jean-Baptiste Lully i lletra de Philippe Quinault al costat de Caroline Müller i Christopher Christian Karsten 1781–1782, a Iphigénie en Tauride de Gluck amb Caroline Müller i Christopher Christian Karsten, a Gustaf Wasa de Naumann amb Caroline Müller i Christopher Christian Karsten 1785–1786, a Armide de Lully amb Caroline Müller i Christopher Christian Karsten 1786–1787, a Gustaf Adolf och Ebba Brahe de Georg Joseph Vogler amb Franziska Stading, Caroline Müller i Christopher Christian Karsten 1787–1788, a Aeneas i Cartago de Kraus amb Caroline Müller i Christopher Christian Karsten 1799–1800. El 1796 va participar en la representació La caravane du Caire que es va interpretar per celebrar la declaració d'autoritat del rei i hi va cantar amb Christopher Christian Karsten, Inga Åberg, Louis Deland, Abraham de Broen i Caroline Müller. El 27 de maig de 1807, va tenir un paper cantant a l'obra Eremiten eller Fadersjertat amb una tropa provincial itinerant, on molts dels membres de la tropa solien tocar a Göteborg, que van visitar el "Kongliga Priviligierade Theatre" de Malmö a Grynbodgatan 3.

## Quadre d'actuacions
| Curs | Rol          | Producció                    | Direcció | Teatre                               |
| ---- | ------------ | ---------------------------- | -------- | ------------------------------------ |
| 1773 | Pelée        | Thétis et Pelée              |          | Stora Bollhuset                      |
| 1773 | Acis         | Acis and Galatea             |          | Stora Bollhuset                      |
| 1773 | Orfeus       | Orfeu i Eurídice             |          | Stora Bollhuset                      |
| 1774 | Amintas      | Sylvie                       |          | Stora Bollhuset                      |
| 1775 | Apollo       | Æglé                         |          | Stora Bollhuset                      |
| 1776 | St. Phar     | Alina, regina di Golconda    |          | Stora Bollhuset                      |
| 1776 | Dorval       | Lucile                       |          | [ 3 ]                                |
| 1777 | Alexis       | Alexis eller Deserteuren     |          | Stora Bollhuset                      |
| 1778 | Cephal       | Céphale et Procris           |          | Stora Bollhuset                      |
| 1778 | Amphion      | Amphion                      |          | Stora Bollhuset                      |
| 1778 | Jerome       | Gripon och Martin            |          | Stora Bollhuset                      |
| 1781 | Adamete      | Alceste                      |          | Stora Bollhuset                      |
| 1781 | Medor        | Roland                       |          | Stora Bollhuset                      |
| 1783 | Orestes      | Iphigénie en Tauride         |          | Gustavianska operahuset              |
| 1784 | Atys         | Atys                         |          | Gustavianska operahuset              |
| 1786 | Gustaf Wasa  | Gustaf Wasa                  |          | Gustavianska operahuset              |
| 1787 | Renaud       | Armide                       |          | Gustavianska operahuset              |
| 1788 | Alonzo       | Alonso e Cora                |          | Gustavianska operahuset              |
| 1788 | Gustaf Adolf | Gustaf Adolph och Ebba Brahe |          | Gustavianska operahuset              |
| 1796 | Osman        | La Caravane du Caire         |          | Gustavianska operahuset              |
| 1799 | Aeneas       | Aeneas i Carthago            |          | Gustavianska operahuset              |
| 1800 | Major Palmer | Le major Palmer              |          | Gustavianska operahuset              |
| 1800 | Polinice     | Oedipe i Athen               |          | Gustavianska operahuset              |
| 1803 | Anakreon     | Anakreon på Samos            |          | Gustavianska operahuset              |
| 1807 | Eremiten     | Eremiten eller Fadershjertat |          | Malmös Kongl. Priviligierade Theater |

## Director de teatre
A causa del seu compromís amb el Teatre Reial, no va poder actuar a la comparsa del seu pare, però encara era un assessor interessat i el 1780 es va fer càrrec de la comparsa del seu pare; El 1788 va rebre el permís per actuar-hi. Com a empleat de l'Òpera, no va poder fer gira i, per tant, va fundar Eriksbergsteatern per a la companyia.
Durant els anys 1780–1784 va ser director d'Eriksbergsteatern i 1784–1799 de Munkbroteatern. El 1782 es va comprometre amb Betty Olin i el 1793 es van casar. Va fer una gira amb la seva dona quan va cantar a Copenhaguen i Oslo entre 1794 i 1795. Quan Munkbroteatern va tancar el 1799, va fer giras en companyies de viatge; 1799 amb Johan Peter Lewenhagen a Kristianstad i 1802 amb Anders Lundqvist a Göteborg, 1804–1809 amb la seva pròpia companyia de teatre. Va ser acomiadat formalment de l'òpera el 1806 i es va convertir en notari públic el 1809.
Stenborg va reunir el món musical i artístic amb ell a casa seva a Estocolm i a la seva finca de Blackeberg a la parròquia de Spånga (comprada el 1794) i va tenir bones finances durant la seva etapa com a director, però després que el teatre tanqués el 1799 es va empobrir ràpidament. Es creu que el motiu és la seva generositat molt explotada; Sovint prestava diners a altres persones que no es molestava a reclamar, especialment als seus actors, entre ells a Lisette Stenberg i Johan Petter Lindskog, (tots dos van patir diverses fallides personals), a més de mantenir una gran part de la seva família, a part de la seva mare, que va morir als 93 anys el 3 d'abril de 1803, també la vídua del seu germà Nils, el seu fill, la seva filla i el seu sogre, i es diu que també va acollir Gustav Åbergsson com a fill d'acollida; El 1800 es va veure obligat a vendre la seva finca, el 1805 va ser declarat en fallida. El 27 de febrer de 1808 va donar el seu darrer concert al Palau del Cavaller, acompanyat "per sorpresa de tothom" per Elisabeth Olin, així com per la Capella de la Cort, Haeffner, Freidrich Müller, Jeanette Wässelius i la seva filla, la "virtuosa del piano" Carolina. Stenborg (1798–1869), a qui va ensenyar i va interpretar el seu debut a Norrköping el 1804. Va morir en la pobresa.

## Conseqüències
Stenborgare, una mena d'aiguardent especiat, rep el nom de Stenborg. Es tracta d'un aiguardent bastant dolç amb l'addició de pell de taronja, anís i fonoll. Segons la llegenda, Stenborg solia desviar-se cap a "Operakällaren" durant els descansos i acollir-hi un o més Stenborg. La beguda encara està disponible a "Operakällaren".

## Llista de feines
Joc de cant
- Casper och Dorothea o Heroic Animal Farm Ballet, Paròdia d'Acis och Galatea (Carl Israel Hallman), 1775.
- Konung Gustaf Adolfs jagt, comèdia en 3 actes amb cançó (d'un original francès), 1776.
- Skeppar Rolf och Gunild, una paròdia de Birger Jarl i Mechtild (Carl Israel Hallman), 1777.
- Pethis och Thelée, paròdia de Thetis i Pelée en 3 actes (Carl Israel Hallman), 1779.
- Don Mico i Lesbina, opereta en 1 acte (d'un original italià), 1780.
- Així que tots estaven satisfets o La feliç ocasió, comèdia operística en 1 acte (Carl Envallsson), 1782.
- Gustaf Ericsson a Dalarne, obra de teatre amb cançó en 3 actes (Carl Envallsson), 1784.

Elements del cant
- Arior a El pintor enamorat del seu model de Duni, 1782.
- Ballet amb cobles a Alexis, 1777.
- Aria de l'Eremiten, u.a.

Cançó solista amb orquestra
- Aria commemorativa del cop d'estat, 1773.
- Ària al pròleg l'1 de novembre de 1796, “O! Tu que algun dia ho faràs".
- Cançó de celebració de l'aniversari de la coronació de Gustaf III, 1773.
- Que Zephis es quedi en un com la primavera.
- Ara la reputació per sobre de tot, a l'honor del poble suec.
- En silenci, se sent una veu que em crida.

Dues veus amb orquestra
- E non deggio.
- Música de paternitat el 6 de maig de 1798 a N:O: Recitatiu i duet. 2 veus i cordes.
- Música parental per a Ekeblad, "To own the greatest kings", 1773.

Cant i piano
- Ah! A King, Council and Estates, 26 de febrer de 1789.
- Aire. "Què horrible quant de tendresa crema".
- Germans, vet aquí la pira.
- L'atrapa ocells.
- Hebe.
- La vida de l'amor.
- Un ha de ser Senyor a casa seva.
- El jove "Perdonat! Nois" (Text: Johan Elers).

Duet
- Una tendra pèrdua d'un bon amic "Si l'amistat és un vincle sagrat" (Text: Johan Elers).

Condueix amb acompanyament
- Conjurat el 25 de febrer de 1808, "L'Antiga Grècia va presumir".

Traduccions
- Alexis o el desertor de Michel-Jean Sedaine.[5]